# マリー・アントアネットの生涯
『マリー・アントアネットの生涯』（マリー・アントアネットのしょうがい、原題：英語: Marie Antoinette）は、1938年に公開されたアメリカ合衆国の映画である。W・S・ヴァン・ダイクが監督、ノーマ・シアラー、タイロン・パワーが主演した。シュテファン・ツヴァイクによるマリー・アントワネットの伝記を下敷きにしている。DVD邦題は『マリー・アントワネットの生涯』。

## キャスト
- マリー・アントワネット：ノーマ・シアラー
- ハンス・アクセル・フォン・フェルセン：タイロン・パワー
- ルイ15世：ジョン・バリモア
- ルイ16世：ロバート・モーレイ
- ランバル公妃：アニタ・ルイーズ
- オルレアン公：ジョセフ・シルドクラウト
- デュ・バリー夫人：グラディス・ジョージ（英語版）
- メルシー伯爵：ヘンリー・スティーブンソン（英語版）
- アルトワ伯爵：レジナルド・ガーディナー
- ラ・モット：ヘンリー・ダニエル
- プロヴァンス伯爵：アルバート・デッカー
- マリア・テレジア：アルマ・クルーガー
- ドルーエ：ジョセフ・カレイア

## スタッフ
- 監督：W・S・ヴァン・ダイク
- 製作：ハント・ストロンバーグ（英語版）
- 脚本：クローディン・ウェスト（英語版）、ドナルド・オグデン・ステュアート（英語版）、エルネスト・ヴァイダ（英語版）
- 撮影：ウィリアム・H・ダニエルズ（英語版）
- 音楽：ハーバート・ストサート（英語版）
- 編集：ロバート・J・カーン（英語版）
- 美術：セドリック・ギボンズ
- 衣裳：エイドリアン（英語版）、ジャイル・スティール
- 録音：ダグラス・シアラー

## 受賞・ノミネーション
- 受賞
  - 1938年ヴェネツィア国際映画祭 女優賞：ノーマ・シアラー
- ノミネーション
  - アカデミー主演女優賞：ノーマ・シアラー
  - アカデミー助演男優賞：ロバート・モーレイ
  - アカデミー美術賞：セドリック・ギボンズ
  - アカデミー作曲賞：ハーバート・ストサート
  - ヴェネツィア国際映画祭ムッソリーニ杯（外国映画大賞、受賞は『オリンピア』）